# グレートマザー物語
『グレートマザー物語』（グレートマザーものがたり）は、2001年4月から2007年3月まで、テレビ朝日系列で放送されていたドキュメンタリー番組である。放送時間は、毎週日曜18:30 - 18:56（JST）。

## 概要
番組では、毎回各界を代表する著名人の母親にスポットライトを当て、母親の人生がその著名人との様々なエピソードを絡ませながら森本毅郎の「○○だ」「○○である」の口調のシリアスな語りで紹介された。
なお、森本にとってはテレビ朝日系列での初めて、かつ2020年現在唯一のレギュラー番組である。
番組開始から初期の1年間は、一部の回で前番組『100人の20世紀』の路線を継承し、「20世紀を代表する偉大な人物」の母親も取り上げていた（ジョン・F・ケネディ、ルイ・アームストロングなど）。また、この1年間は、オープニングタイトル画をジミー大西が担当した。
番組のエンディングのスタッフロールでは、テレビ朝日所属スタッフの肩書きロゴについて、2003年10月のテレ朝社名ロゴ変更以後も旧タイプが最終回まで使用されていた（スタッフロール最後の「製作」は2003年10月以降、現行ロゴに変更）。
2007年3月で番組は終了し6年の歴史に幕を閉じた。
テレビ朝日での放送終了後の2007年4月1日から2008年9月28日まで、系列外の北日本放送（日本テレビ系列）で放送された（日曜11:00 - 11:30）。
『ニノさん』にて2014年3月30日、4月6日にオマージュとして『グレートマザーライフ』が放送された。内容も有名人の母親（大仁田厚、坂上忍、アンガールズ田中卓志、スザンヌの母親）の人生だった。

## 放送データ
- 放送時間 - 毎週日曜18:30 - 18:56（JST）

※但し、ABCテレビが一度だけ、プロ野球・阪神タイガース主管試合のナイターを放送したために土曜夕方に代替放送されたことがあった。（放送日・内容不明）
- ナレーター - 森本毅郎（本編のみ、予告ナレーターは、よしいけいこ（シグマ・セブン）が担当）
- 共同製作 - テレビ朝日映像（Vivia）、テレビマンユニオンが隔週で担当（1時間スペシャルの場合は両者制作）
- プロデューサー - 高梨聞吉　加納満（テレビ朝日映像）、加藤義人（テレビマンユニオン）
- 演出 - 加藤義人、牛崎豊、長澤智美、内田彰人、倉岡恭一、佐藤VINCI、北村亜子、柿崎拓哉、田中由美、増永誠一
清水邦彦、野溝友也、小林充子、豊田公作、成田智彦、高橋司、佐藤憲誠、後藤優、山下真貴子、片平政広
玉里真哉、光吉孝浩、加納満、大澤康二、みつよしたかひろ、伊藤政浩、今関裕子、三浦宏志、松永清史、力竹宣彰
伊藤浩子、松本勝、林英幸、熊谷安、村上徹夫、鈴木博、吉井みどり、渡部露子、荒外史、高橋太郎
小谷幸生、小松知有、藤岡昭仁、山口和彦、原田りえ、木原均、岸枢宇己、光瀬史郎、加藤敦、乙黒剛士
石井雅英、加納ゆきえ、林英幸